# Matthias Schubert

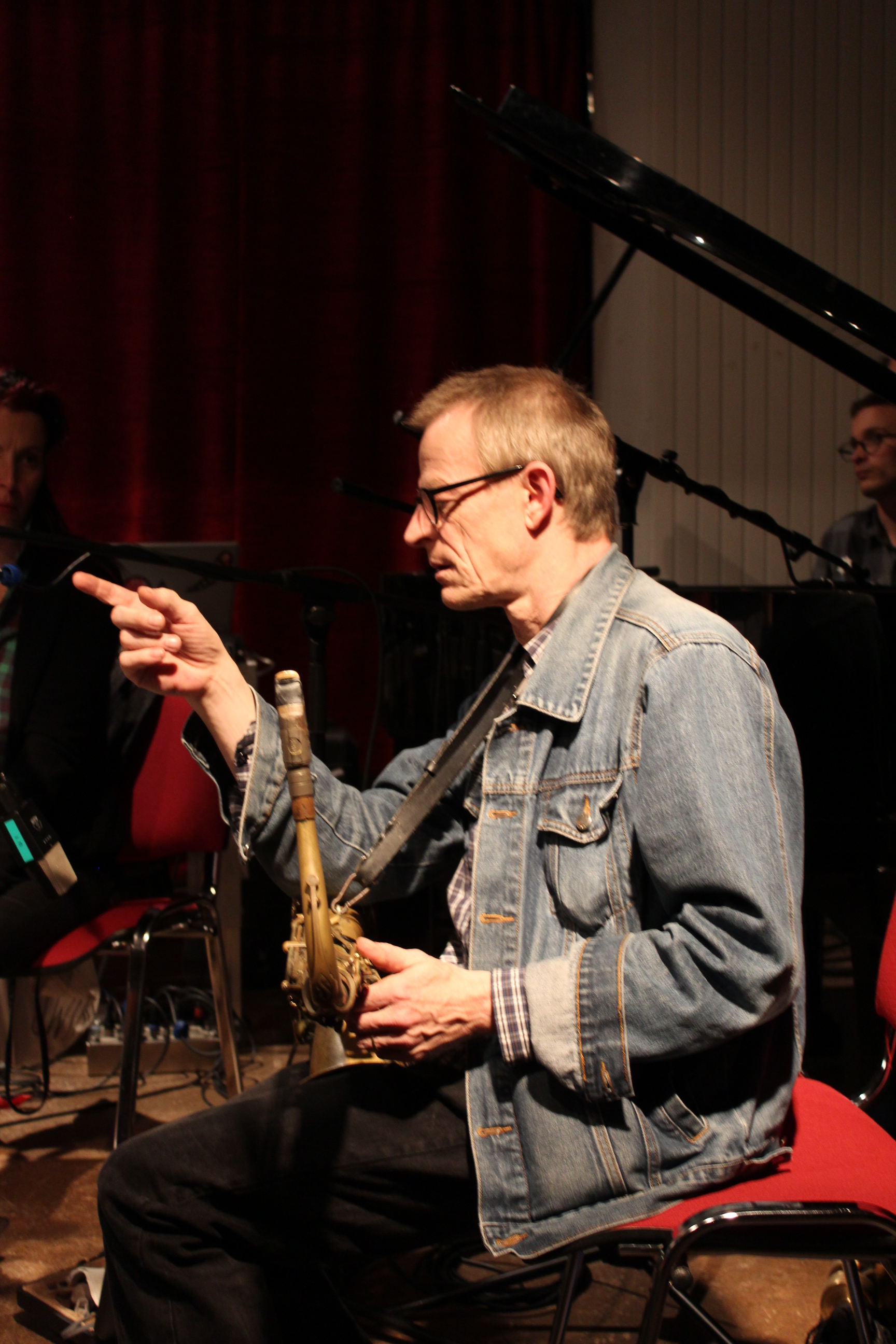
Matthias Schubert 2012 auf dem SWR New Jazz Meeting im Loft mit dem Ensemble hübsch acht

Matthias Schubert (* 18. April 1960 in Kassel) ist ein deutscher Jazzmusiker (Tenorsaxophon, Oboe und Komposition). 

## Leben und Karriere
Schubert hatte als Jugendlicher Oboenunterricht. Die Saxophonisten Allan Praskin und Melvin Phillips führten ihn an den Jazz heran. Er studierte von 1979 bis 1983 an der Hochschule für Musik und Theater Hamburg bei Andy Scherrer, Herb Geller und Walter Norris. Er spielte über längere Zeit in der Euro Jazz Band, der Graham Collier Band und der Marty Cook Group, aber auch mit den Gruppen von Albert Mangelsdorff, Manfred Bründl und anderen.
Mit Simon Nabatov, Lindsey Horner und Tom Rainey spielte er während der 1990er im Quartett. Mit Carl Ludwig Hübsch und Wolter Wierbos bildet er ein Trio. Mit Hübsch, Frank Gratkowski und Norbert Stein hat er 2003 das James Choice Orchestra gegründet, das seit 2008 als Multiple Joy(ce) Orchestra arbeitet. Weiterhin spielte er mit Karl Berger, Klaus König, Kathrin Lemke, Jeanne Lee, Joachim Ullrich, Andreas Willers, Xu Fengxia, Scott Fields, Uwe Oberg, Uli Böttcher, Peter Eisheuer und Alois Kott. Mit Baby Sommers großformatiger Brotherhood & Sisterhood gastierte er 2023 bei JazzBaltica.
2001 wurde er als Dozent an die Hochschule für Musik, Theater und Medien Hannover berufen.

## Auszeichnungen
Er war 1980 Preisträger beim Jazzfestival De Meervart in Amsterdam und 1982 beim Wettbewerb der International Jazz Federation. 1995 wurde er mit dem Jazzpreis des Südwestfunks ausgezeichnet. 1996 erreichte er den zweiten Platz beim Internationalen Musikwettbewerb für junge Kultur in Düsseldorf. 2018 wurde er mit dem Hessischen Jazzpreis ausgezeichnet.

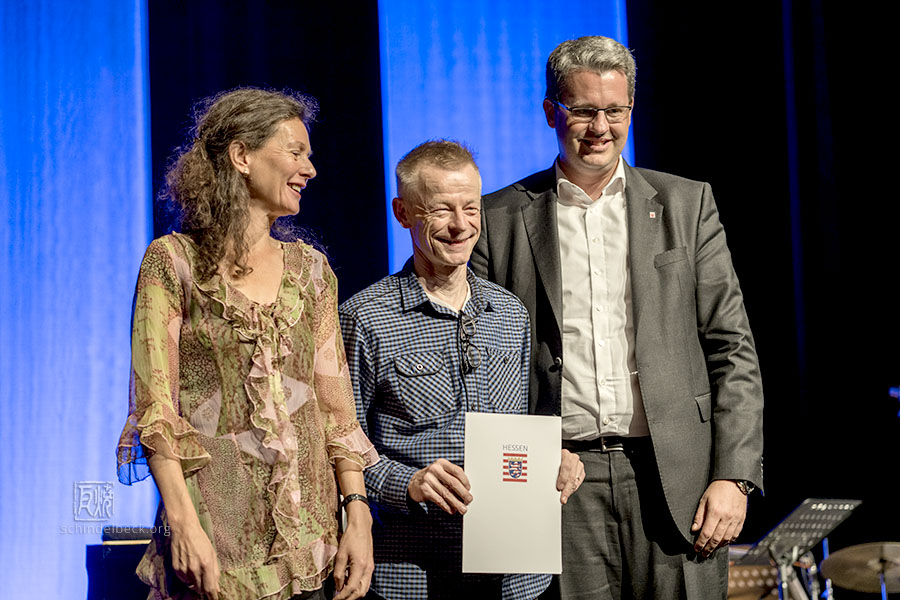
Matthias Schubert erhält den Hessischen Jazzpreis 2018

## Diskographie (Auswahl)
- For Thieves and Lovers  (Network 1991, mit Simon Nabatov, Lindsey Horner, Tom Rainey)
- Momentum (Jazzline, 1999, mit Simon Nabatov, Lindsey Horner, Tom Rainey)
- Duo Total (Konnex 2002, mit Holger Mantey)
- Carl Ludwig Hübsch’s Longrun Development of the Universe 2 – Is This Our Music? (2005)
- Scott Fields / Matthias Schubert – Minaret Minuets (Clean Feed 2011)
- 9 Compositions for The Multiple Joy[ce] Ensemble (Red Toucan 2014)

## Lexikalische Einträge
- Martin Kunzler: Jazz-Lexikon. Band 2: M–Z (= rororo-Sachbuch. Bd. 16513). 2. Auflage. Rowohlt, Reinbek bei Hamburg 2004, ISBN 3-499-16513-9.